# 碧土乡
碧土乡，是中华人民共和国西藏自治区昌都市左贡县下辖的一个乡镇级行政单位。

## 行政区划
碧土乡下辖以下地区：
布然村、碧土村、地巴村、扎郎村、沙多村、龙西村和甲朗村。